# ونسان مونتی
ونسان منصور مونتی (۱۹۱۳–۲۰۰۵) شرق‌شناس نویسنده فرانسوی و وابسته نظامی سفارت فرانسه در زمان دکتر مصدق بود. در ۱۳۳۱ کتابی بنام دربارهٔ هدایت نوشت که توسط حسن قائمیان ترجمه شد. وی در سال ۱۹۷۲ کتاب ایران را منتشر کرد و مورد توجه خوانندگان ایرانی قرار گرفت.

## زندگی
او پسر چارلز مونتی (۱۸۷۱–۱۹۴۹)، از مسئولین امور مالی بود که «عشق به آفریقا» را به پسر ارث داد.
ونسان در سال ۱۹۳۵ سن سیر را ترک و خدمت در مراکش را برگزید. در سال ۱۹۴۰ مراکش را ترک کرد و در ژوئیه ۱۹۴۰ به فرانسویان آزاد در لندن پیوست و قبل از بازگشت به شمال آفریقا برای شرکت در لشکرکشی تونس در مبارزات انتخاباتی در فرانسه شرکت کرد. در سپتامبر ۱۹۴۴ به شدت مجروح شد، پس از یک دوره نقاهت طولانی به مراکش بازگشت.
در سال ۱۹۴۸ به عنوان ناظر نظامی در فلسطین و سپس وابسته نظامی سفارت فرانسه در ایران (۵۲–۱۹۵۰) منصوب شد. سپس به گردان فرانسوی در کره پیوست (۱۹۵۳)، قبل از دریافت مأموریت در ویتنام (۱۹۵۳–۱۹۵۴)، سپس در تونس (۱۹۵۴) جایی که در تهیه پیش نویس قراردادهای استقلال شرکت کرد.
او به حرفه نظامی خود پایان داد تا خود را وقف تحقیقات خود در مورد جهان عرب-اسلام کند. در سال ۱۹۵۹ رساله دکتری خود را به عربی مدرن اختصاص داد. او از سال ۱۹۵۹ تا ۱۹۶۸ در IFAN (مؤسسه فرانسوی آفریقای سیاه)، رایزن فرهنگی در اندونزی (۱۹۶۹)، سپس مشاغل مختلفی را اشغال کرد در برمه، آلبانی، ژاپن و سرانجام در ایرلند زندگی کرد.
وی زبان‌شناس، قوم‌شناس، انسان‌شناس، در ردیف بزرگ‌ترین شرق شناسان فرانسوی مانند لوئیس ماسینیون قرار داشت و با او دوستی عمیقی داشت.

## گرایش به اسلام
در سال ۱۹۷۷ در سن شصت و چهار سالگی نام منصور را به نام کوچک خود اضافه کرد و به اسلام گروید.
وی با اتخاذ مواضعی به نفع آرمان فلسطین و انقلاب اسلامی ایران خود را متمایز کرد.

## آثار
- مقالهٔ دربارهٔ اسلام در اتحاد جماهیر شوروی، پاریس، گوتنر، ۱۹۵۳، ۱۴۴ ص. (برگرفته از مجله مطالعات اسلامی).
- افسران، پاریس، لو سئویل، ۱۹۵۸، ۱۹۲ ص.
- عرب مدرن، پاریس، کلینک سیک، ۱۹۶۰، ۳۸۹ ص.
- گلچین دو زبانه ادبیات عرب معاصر، چاپ کاتولیک، بیروت، ۱۹۶۱، XLIII-267 ص، (BNF 37432409).
- اسلام، پاریس، ۱۹۶۳، ۱۳۱ ص. (BNF 37442348).
- اعراب، پاریس، انتشارات دانشگاه فرانسه، جمع. "من چه می‌دانم؟»، ۱۹۶۴.
- قبایل فارس و عشایر ساکن، پاریس-لاهای، موتون، ۱۹۶۶، ۱۵۶ ص.
- اندونزی، پاریس، ۱۹۷۰، ۲۸۸ ص. (BNF 35240629).
- اسلام سیاه، پاریس، ۱۹۷۱ ۴۱۸ ص، (BNF 35182825).
- ایران، پاریس، ۱۹۷۲ (ویرایش جدید)، ۱۹۲ ص. (BNF 35181118).
- اندونزی، پاریس، ۱۹۷۲، ۱۹۲ ص. (BNF 35166827).
- پرونده محرمانه در مورد اسرائیل: تروریسم، پاریس، ۱۹۷۸، (BNF 34614122)
- اسلام سیاه: دینی برای فتح آفریقا، ۱۹۸۰ (ویرایش اصلاح شده سوم)، ۴۶۸ ص. (ISBN 2-02-005609-7)، (BNF 36599158).
- مسلمانان شوروی، پاریس، ۱۹۸۲، ۲۵۳ ص. (ISBN 2-02-006057-4)، (BNF 36600900).
- لورنس عربستان: ۱۸۸۸–۱۹۳۵، پاریس، ۱۹۸۷، ۳۳۰ ص. + 8 p. از صفحات مصور، (ISBN 2-01-011508-2)، (BNF 34971147).
- کفن آتش، پاریس، ۱۹۸۷، ۲۹۴ ص. (ISBN 2-906480-01-0)، (BNF 37663879).
- کلیدها، پاریس، ۱۹۸۷ (چاپ سوم، تصحیح و تصحیح)، ۲۰۸ ص، (ISBN 2-232-10072-3)، (BNF 34963357).
- اسلام در پنج رنگ، پاریس، Maisonneuve و Larose، ۱۹۸۹، ۳۱۲ ص.
- «آماده فکر کردن در دادگاه تاریخ» عدم تحمل غیرقابل تحمل، ۱۹۸۱.
- حافظ، عشق، عاشق، معشوق: صد تصنیف از «دیوان»، پاریس، سندباد/یونسکو، ۱۹۸۹
- ابوریحان بیرونی، ترجمه. از عربی، ارائه و حاشیه نویسی ۱۹۹۶، ۳۶۵ ص.
- مقدمه ابن خلدون، ترجمه جدید، ۱۹۹۷.
- رساله الغفران ابوالعلاء المعری، پاریس، گالیمار، ۱۹۸۴، ۳۱۸ ص.